# Record africani di atletica leggera
I record africani di atletica leggera rappresentano le migliori prestazioni di atletica leggera stabilite dagli atleti delle nazioni appartenenti alla federazione africana di atletica leggera.

## Record africani

### Maschili
Statistiche aggiornate al 23 luglio 2023.
| 100 m piani             | 9"77 (+1,2 m/s)(a) | Ferdinand Omanyala                                                                       | Kenya                       | 18 settembre 2021 | Nairobi, Kenya                 |         |        |             |         |
| 200 m piani             | 19"50 (+1,6 m/s) | Letsile Tebogo                                                                           | Botswana                    | 23 luglio 2023    | Londra, Regno Unito            |         |        |             |         |
| 400 m piani             | 43"03 | Wayde van Niekerk                                                                        | Sudafrica                   | 14 agosto 2016    | Rio de Janeiro, Brasile        |         |        |             |         |
| 800 m piani             | 1'40"91 | David Rudisha                                                                            | Kenya                       | 9 agosto 2012     | Londra, Regno Unito            |         |        |             |         |
| 1 000 m piani           | 2'11"96 | Noah Ngeny                                                                               | Kenya                       | 5 settembre 1999  | Rieti, Italia                  |         |        |             |         |
| 1 500 m piani           | 3'26"00 | Hicham El Guerrouj                                                                       | Marocco                     | 14 luglio 1998    | Roma, Italia                   |         |        |             |         |
| Miglio                  | 3'43"13 | Hicham El Guerrouj                                                                       | Marocco                     | 7 luglio 1999     | Roma, Italia                   |         |        |             |         |
| 2 000 m piani           | 4'44"79 | Hicham El Guerrouj                                                                       | Marocco                     | 7 settembre 1999  | Berlino, Germania              |         |        |             |         |
| 3 000 m piani           | 7'20"67 | Daniel Komen                                                                             | Kenya                       | 1º settembre 1996 | Rieti, Italia                  |         |        |             |         |
| 5 000 m piani           | 12'35"36 | Joshua Cheptegei                                                                         | Uganda                      | 14 agosto 2020    | Principato di Monaco           |         |        |             |         |
| 5 km (strada)           | 12'49" | Berihu Aregawi                                                                           | Etiopia                     | 31 dicembre 2021  | Barcellona, Spagna             |         |        |             |         |
| 10 000 m piani          | 26'11"00 | Joshua Cheptegei                                                                         | Uganda                      | 7 ottobre 2020    | Valencia, Spagna               |         |        |             |         |
| 10 km (strada)          | 26'24" | Rhonex Kipruto                                                                           | Kenya                       | 12 gennaio 2020   | Valencia, Spagna               |         |        |             |         |
| 20 000 m piani          | 56'26"0(m +) | Haile Gebrselassie                                                                       | Etiopia                     | 27 giugno 2007    | Ostrava, Repubblica Ceca       |         |        |             |         |
| 1 ora                   | 21 285 m | Haile Gebrselassie                                                                       | Etiopia                     | 27 giugno 2007    | Ostrava, Repubblica Ceca       |         |        |             |         |
| Mezza maratona          | 57'31" | Jacob Kiplimo                                                                            | Uganda                      | 21 novembre 2021  | Lisbona, Portogallo            |         |        |             |         |
| 25 000 m piani          | 1h12'25"4(m +) | Moses Mosop                                                                              | Kenya                       | 3 giugno 2011     | Eugene, Stati Uniti d'America  |         |        |             |         |
| 30 000 m piani          | 1h26'47"4(m) | Moses Mosop                                                                              | Kenya                       | 3 giugno 2011     | Eugene, Stati Uniti d'America  |         |        |             |         |
| Maratona                | 2h00'35" | Kelvin Kiptum                                                                            | Kenya                       | 8 ottobre 2023    | Chicago, Stati Uniti d'America |         |        |             |         |
| 100 km (strada)         | 6h24'06" | Bongmusa Mthembu                                                                         | Sudafrica                   | 27 novembre 2016  | Los Alcázares, Spagna          |         |        |             |         |
| 3 000 m siepi           | 7'52"11 | Lamecha Girma                                                                            | Etiopia                     | 9 giugno 2023     | Parigi, Francia                |         |        |             |         |
| 110 m ostacoli          | 13"11 (+1,8 m/s) | Antonio Alkana                                                                           | Sudafrica                   | 5 giugno 2017     | Praga, Repubblica Ceca         |         |        |             |         |
| 400 m ostacoli          | 47"10 | Samuel Matete                                                                            | Zambia                      | 7 agosto 1991     | Zurigo, Svizzera               |         |        |             |         |
| Salto in alto           | 2,38 m | Jacques Freitag                                                                          | Sudafrica                   | 5 marzo 2005      | Oudtshoorn, Sudafrica          |         |        |             |         |
| Salto con l'asta        | 6,03 m | Okkert Brits                                                                             | Sudafrica                   | 18 agosto 1995    | Colonia, Germania              |         |        |             |         |
| Salto in lungo          | 8,65 m (+1,3 m/s) | Luvo Manyonga                                                                            | Sudafrica                   | 22 aprile 2017    | Potchefstroom, Sudafrica       |         |        |             |         |
| Salto triplo            | 18,07 m(i) | Hugues Fabrice Zango                                                                     | Burkina Faso                | 16 gennaio 2021   | Aubière, Francia               |         |        |             |         |
| Getto del peso          | 21,97 m | Janus Robberts                                                                           | Sudafrica                   | 2 giugno 2001     | Eugene, Stati Uniti d'America  |         |        |             |         |
| Lancio del disco        | 70,32 m | Frantz Kruger                                                                            | Sudafrica                   | 26 maggio 2002    | Salon-de-Provence, Francia     |         |        |             |         |
| Lancio del martello     | 81,27 m | Mostafa El Gamel                                                                         | Egitto                      | 21 marzo 2014     | Il Cairo, Egitto               |         |        |             |         |
| Lancio del giavellotto  | 92,72 m | Julius Yego                                                                              | Kenya                       | 26 agosto 2015    | Pechino, Cina                  |         |        |             |         |
| Decathlon               | 8 521 punti | Larbi Bourrada                                                                           | Algeria                     | 18 agosto 2016    | Rio de Janeiro, Brasile        |         |        |             |         |
| Decathlon               | \| 100 m (v.) \| Lungo (v.) \| Peso \| Alto \| 400 m \| 110 m hs (v.) \| Disco \| Asta \| Giavellotto \| 1500 m \| \| ---------------- \| ----------------- \| ------- \| ------ \| ----- \| ---------------- \| ------- \| ------ \| ----------- \| ------- \| \| 10"75 (-0,4 m/s) \| 7,52 m (+0,4 m/s) \| 13,78 m \| 2,10 m \| 47"98 \| 14"15 (+0,4 m/s) \| 42,39 m \| 4,60 m \| 66,49 m \| 4'14"60 \| |                                                                                          |                             |                   |                                |         |        |             |         |
| Marcia 20 000 m (pista) | 1h22'51"84 | Hatem Ghoula                                                                             | Tunisia                     | 8 settembre 1994  | Leutkirch im Allgäu, Germania  |         |        |             |         |
| Marcia 20 km (strada)   | 1h18'23" | Samuel Gathimba                                                                          | Kenya                       | 18 giugno 2021    | Nairobi, Kenya                 |         |        |             |         |
| Marcia 30 000 m (pista) | 2h19'21"31 | Hatem Ghoula                                                                             | Tunisia                     | 12 marzo 2011     | Reims, Francia                 |         |        |             |         |
| Marcia 35 km (strada)   | 2h31'15" | Wayne Snyman                                                                             | Sudafrica                   | 24 luglio 2022    | Eugene, Stati Uniti d'America  |         |        |             |         |
| Marcia 50 000 m (pista) | 4h21'44"5(m) | Abdelouaheb Ferguène                                                                     | Algeria                     | 25 marzo 1984     | Tolosa, Francia                |         |        |             |         |
| Marcia 50 km (strada)   | 3h53'09" | Marc Mundell                                                                             | Sudafrica                   | 20 marzo 2021     | Dudince, Slovacchia            |         |        |             |         |
| Staffetta 4×100 m       | 37"65 | Thando Dlodlo Simon Magakwe Clarence Munyai Akani Simbine                                | Sudafrica Squadra nazionale | 4 ottobre 2019    | Doha, Qatar                    |         |        |             |         |
| Staffetta 4×200 m       | 1'20"42 | Simon Magakwe Chederick van Wyk Sinesipho Dambile Akani Simbine                          | Sudafrica Squadra nazionale | 12 maggio 2019    | Yokohama, Giappone             |         |        |             |         |
| Staffetta 4×400 m       | 2'57"27 | Isaac Makwala Baboloki Thebe Zibane Ngozi Bayapo Ndori                                   | Botswana Squadra nazionale  | 7 agosto 2021     | Tokyo, Giappone                |         |        |             |         |
| Staffetta 4×800 m       | 7'02"43 | Joseph Mutua William Yiampoy Ismael Kombich Wilfred Bungei                               | Kenya Squadra nazionale     | 25 agosto 2006    | Bruxelles, Belgio              |         |        |             |         |
| Staffetta 4×1 500 m     | 14'22"22 | Collins Cheboi Silas Kiplagat James Magut Asbel Kiprop                                   | Kenya Squadra nazionale     | 25 maggio 2014    | Nassau, Bahamas                |         |        |             |         |
| Staffetta su strada     | 1h57'06" | John Kariuki Onesmus Nyerre Mekubo Mogusu Daniel Mwangi Martin Mathathi Josphat Ndambiri | Kenya Squadra nazionale     | 23 novembre 2005  | Chiba, Giappone                |         |        |             |         |
| 100 m (v.)              | Lungo (v.) | Peso                                                                                     | Alto                        | 400 m             | 110 m hs (v.)                  | Disco   | Asta   | Giavellotto | 1500 m  |
| 10"75 (-0,4 m/s)        | 7,52 m (+0,4 m/s) | 13,78 m                                                                                  | 2,10 m                      | 47"98             | 14"15 (+0,4 m/s)               | 42,39 m | 4,60 m | 66,49 m     | 4'14"60 |

### Femminili
Statistiche aggiornate al 21 luglio 2023.
| Specialità              | Prestazione | Atleta                                                                                 | Nazione                   | Data              | Luogo                              |         |
| ----------------------- | --- | -------------------------------------------------------------------------------------- | ------------------------- | ----------------- | ---------------------------------- | ------- |
| 100 m piani             | 10"72 (+0,4 m/s) | Marie-Josée Ta Lou                                                                     | Costa d'Avorio            | 10 agosto 2022    | Principato di Monaco               |         |
| 200 m piani             | 21"78 (+0,6 m/s) | Christine Mboma                                                                        | Namibia                   | 9 settembre 2021  | Zurigo, Svizzera                   |         |
| 400 m piani             | 49"10 | Falilat Ogunkoya                                                                       | Nigeria                   | 29 luglio 1996    | Atlanta, Stati Uniti d'America     |         |
| 800 m piani             | 1'54"01 | Pamela Jelimo                                                                          | Kenya                     | 29 agosto 2008    | Zurigo, Svizzera                   |         |
| 1 000 m piani           | 2'29"15 | Faith Kipyegon                                                                         | Kenya                     | 14 agosto 2020    | Principato di Monaco               |         |
| 1 500 m piani           | 3'49"11 | Faith Kipyegon                                                                         | Kenya                     | 2 giugno 2023     | Firenze, Italia                    |         |
| Miglio                  | 4'07"64 | Faith Kipyegon                                                                         | Kenya                     | 21 luglio 2023    | Principato di Monaco               |         |
| 2 000 m piani           | 5'21"56 | Francine Niyonsaba                                                                     | Burundi                   | 14 settembre 2021 | Zagabria, Croazia                  |         |
| 3 000 m piani           | 8'16"60(i) | Genzebe Dibaba                                                                         | Etiopia                   | 6 febbraio 2014   | Stoccolma, Svezia                  |         |
| 5 000 m piani           | 14'05"20 | Faith Kipyegon                                                                         | Kenya                     | 9 giugno 2023     | Parigi, Francia                    |         |
| 5 km (strada)           | 14'19"(mx) | Ejgayehu Taye                                                                          | Etiopia                   | 31 dicembre 2021  | Barcellona, Spagna                 |         |
| 10 000 m piani          | 29'01"03 | Letesenbet Gidey                                                                       | Etiopia                   | 8 giugno 2021     | Hengelo, Paesi Bassi               |         |
| 10 km (strada)          | 29'14"(mx) | Yalemzerf Yehualaw                                                                     | Etiopia                   | 27 febbraio 2022  | Castellón de la Plana, Spagna      |         |
| 20 000 m piani          | 1h05'26"6(m) | Tegla Loroupe                                                                          | Kenya                     | 3 settembre 2000  | Borgholzhausen, Germania           |         |
| 1 ora                   | 18 517 m | Dire Tune                                                                              | Etiopia                   | 12 giugno 2008    | Ostrava, Repubblica Ceca           |         |
| Mezza maratona          | 1h02'52"(mx) | Letesenbet Gidey                                                                       | Etiopia                   | 24 ottobre 2021   | Valencia, Spagna                   |         |
| 25 000 m piani          | 1h27'05"9(m) | Tegla Loroupe                                                                          | Kenya                     | 21 settembre 2002 | Mengerskirchen, Germania           |         |
| 30 000 m piani          | 1h45'50"0(m) | Tegla Loroupe                                                                          | Kenya                     | 6 giugno 2003     | Warstein, Germania                 |         |
| Maratona                | 2h14'04"(mx) | Brigid Kosgei                                                                          | Kenya                     | 13 ottobre 2019   | Chicago, Stati Uniti d'America     |         |
| 100 km (strada)         | 7h31'47" | Helene Joubert                                                                         | Sudafrica                 | 16 settembre 1995 | Winschoten, Paesi Bassi            |         |
| 3 000 m siepi           | 8'44"32 | Beatrice Chepkoech                                                                     | Kenya                     | 20 luglio 2018    | Principato di Monaco               |         |
| 100 m ostacoli          | 12"12 (+0,9 m/s) | Tobi Amusan                                                                            | Nigeria                   | 24 luglio 2022    | Eugene, Stati Uniti d'America      |         |
| 400 m ostacoli          | 52"90 | Nezha Bidouane                                                                         | Marocco                   | 25 agosto 1999    | Siviglia, Spagna                   |         |
| Salto in alto           | 2,06 m | Hestrie Cloete                                                                         | Sudafrica                 | 31 agosto 2003    | Saint-Denis, Francia               |         |
| Salto con l'asta        | 4,42 m | Elmarie Gerryts                                                                        | Sudafrica                 | 12 giugno 2000    | Wesel, Germania                    |         |
| Salto in lungo          | 7,17 m (+1,1 m/s) | Ese Brume                                                                              | Nigeria                   | 29 maggio 2021    | Chula Vista, Stati Uniti d'America |         |
| Salto triplo            | 15,39 m (+0,5 m/s) | Françoise Mbango Etone                                                                 | Camerun                   | 17 agosto 2008    | Pechino, Cina                      |         |
| Getto del peso          | 18,43 m | Vivian Chukwuemeka                                                                     | Nigeria                   | 19 aprile 2003    | Walnut, Stati Uniti d'America      |         |
| Lancio del disco        | 64,96 m | Chioma Onyekwere                                                                       | Nigeria                   | 15 aprile 2023    | Ramona, Stati Uniti d'America      |         |
| Lancio del martello     | 75,49 m | Annette Echikunwoke                                                                    | Nigeria                   | 22 maggio 2021    | Tucson, Stati Uniti d'America      |         |
| Lancio del giavellotto  | 69,35 m | Sunette Viljoen                                                                        | Sudafrica                 | 9 giugno 2012     | New York, Stati Uniti d'America    |         |
| Eptathlon               | 6 423 punti | Margaret Simpson                                                                       | Ghana                     | 29 maggio 2005    | Götzis, Austria                    |         |
| Eptathlon               | \| 100 m hs (v.) \| Alto \| Peso \| 200 m (v.) \| Lungo (v.) \| Giavellotto \| 800 m \| \| ---------------- \| ------ \| ------- \| ---------------- \| ----------------- \| ----------- \| ------- \| \| 13"41 (-0,8 m/s) \| 1,85 m \| 13,01 m \| 24"55 (+1,0 m/s) \| 6,32 m (+0,7 m/s) \| 52,71 m \| 2'21"71 \| |                                                                                        |                           |                   |                                    |         |
| Marcia 5 000 m (pista)  | 20'50"03 | Chahinez Nasri                                                                         | Tunisia                   | 23 giugno 2021    | Radès, Tunisia                     |         |
| Marcia 10 000 m (pista) | 43'50"86 | Emily Wamusyi Ngii                                                                     | Kenya                     | 6 agosto 2022     | Birmingham, Regno Unito            |         |
| Marcia 20 000 m (pista) | 1h36'18"3(m) | Nicolene Cronje                                                                        | Sudafrica                 | 16 aprile 2004    | Durban, Sudafrica                  |         |
| Marcia 20 km (strada)   | 1h30'40" | Grace Wanjiru                                                                          | Kenya                     | 6 giugno 2018     | Nairobi, Kenya                     |         |
| Marcia 35 km (strada)   | 3h42'04" | Esther Steenkamp                                                                       | Sudafrica                 | 15 gennaio 2022   | Città del Capo, Sudafrica          |         |
| Marcia 50 km (strada)   | 4h48'00" | Natalie Le Roux                                                                        | Sudafrica                 | 5 maggio 2018     | Taicang, Cina                      |         |
| Staffetta 4×100 m       | 42"10 | Tobi Amusan Favour Ofili Rosemary Chukwuma Nzubechi Grace Nwokocha                     | Nigeria Squadra nazionale | 7 agosto 2022     | Birmingham, Regno Unito            |         |
| Staffetta 4×200 m       | 1'30"52 | Blessing Okagbare Regina George Dominique Duncan Christy Udoh                          | Nigeria Squadra nazionale | 2 maggio 2015     | Nassau, Bahamas                    |         |
| Staffetta 4×400 m       | 3'21"04 | Falilat Ogunkoya Charity Opara Fatima Yusuf Olabisi Afolabi                            | Nigeria Squadra nazionale | 3 agosto 1996     | Atlanta, Stati Uniti d'America     |         |
| Staffetta 4×800 m       | 8'04"28 | Agatha Jeruto Sylvia Chesebe Janeth Jepkosgei Eunice Sum                               | Kenya Squadra nazionale   | 25 maggio 2014    | Nassau, Bahamas                    |         |
| Staffetta 4×1 500 m     | 16'33"58 | Mercy Cherono Faith Kipyegon Irene Jelagat Hellen Obiri                                | Kenya Squadra nazionale   | 24 maggio 2014    | Nassau, Bahamas                    |         |
| Staffetta su strada     | 2h13'35" | Selly Chepyego Lucy Wangui Jane Wanjiku Catherine Ndereba Eveline Kimwei Philes Ongori | Kenya Squadra nazionale   | 23 novembre 2006  | Chiba, Giappone                    |         |
| 100 m hs (v.)           | Alto | Peso                                                                                   | 200 m (v.)                | Lungo (v.)        | Giavellotto                        | 800 m   |
| 13"41 (-0,8 m/s)        | 1,85 m | 13,01 m                                                                                | 24"55 (+1,0 m/s)          | 6,32 m (+0,7 m/s) | 52,71 m                            | 2'21"71 |

### Misti
Statistiche aggiornate al 30 luglio 2021.
| Specialità              | Prestazione | Atleta                                                                                    | Nazione                   | Data           | Luogo           |
| ----------------------- | ----------- | ----------------------------------------------------------------------------------------- | ------------------------- | -------------- | --------------- |
| Staffetta 4×400 m mista | 3'13"60     | Ifeanyi Emmanuel Ojeli Imaobong Nse Uko Samson Oghenewegba Nathaniel Patience Okon George | Nigeria Squadra nazionale | 30 luglio 2021 | Tokyo, Giappone |

## Record africani indoor

### Maschili
Statistiche aggiornate al 16 febbraio 2023.
| Specialità        | Prestazione | Atleta                                             | Nazione                   | Data             | Luogo                                   |         |
| ----------------- | --- | -------------------------------------------------- | ------------------------- | ---------------- | --------------------------------------- | ------- |
| 50 m piani        | 5"61(+) | Deji Aliu                                          | Nigeria                   | 21 febbraio 1999 | Liévin, Francia                         |         |
| 60 m piani        | 6"45 | Leonard Myles-Mills                                | Ghana                     | 20 febbraio 1999 | Colorado Springs, Stati Uniti d'America |         |
| 200 m piani       | 19"92 | Frank Fredericks                                   | Namibia                   | 18 febbraio 1996 | Liévin, Francia                         |         |
| 400 m piani       | 45"51 | Sunday Bada                                        | Nigeria                   | 9 marzo 1997     | Parigi, Francia                         |         |
| 800 m piani       | 1'43"98 | Michael Saruni                                     | Kenya                     | 9 febbraio 2019  | New York, Stati Uniti d'America         |         |
| 1 000 m piani     | 2'14"20 | Ayanleh Souleiman                                  | Gibuti                    | 17 febbraio 2016 | Stoccolma, Svezia                       |         |
| 1 500 m piani     | 3'31"04 | Samuel Tefera                                      | Etiopia                   | 16 febbraio 2019 | Birmingham, Regno Unito                 |         |
| Miglio            | 3'47"01 | Yomif Kejelcha                                     | Etiopia                   | 3 marzo 2019     | Boston, Stati Uniti d'America           |         |
| 3 000 m piani     | 7'23"81 | Lamecha Girma                                      | Etiopia                   | 15 febbraio 2023 | Liévin, Francia                         |         |
| 5 000 m piani     | 12'49"60 | Kenenisa Bekele                                    | Etiopia                   | 20 febbraio 2004 | Birmingham, Regno Unito                 |         |
| 50 m ostacoli     | 6"48(+) | Shaun Bownes                                       | Sudafrica                 | 25 febbraio 2001 | Liévin, Francia                         |         |
| 60 m ostacoli     | 7"52 | Shaun Bownes                                       | Sudafrica                 | 23 febbraio 2001 | Gand, Belgio                            |         |
| Salto in alto     | 2,32 m | Anthony Idiata                                     | Nigeria                   | 15 febbraio 2000 | Patrasso, Grecia                        |         |
| Salto con l'asta  | 5,90 m | Okkert Brits                                       | Sudafrica                 | 16 febbraio 1997 | Liévin, Francia                         |         |
| Salto in lungo    | 8,44 m | Luvo Manyonga                                      | Sudafrica                 | 2 marzo 2018     | Birmingham, Regno Unito                 |         |
| Salto triplo      | 18,07 m | Hugues Fabrice Zango                               | Burkina Faso              | 16 gennaio 2021  | Aubière, Francia                        |         |
| Getto del peso    | 21,47 m | Janus Robberts                                     | Sudafrica                 | 1º dicembre 2001 | Norman, Stati Uniti d'America           |         |
| Eptathlon         | 5 911 punti | Larbi Bourrada                                     | Algeria                   | 28 febbraio 2010 | Parigi, Francia                         |         |
| Eptathlon         | \| 60 m \| Lungo \| Peso \| Alto \| 60 m hs \| Asta \| 1000 m \| \| ---- \| ------ \| ------- \| ------ \| ------- \| ------ \| ------- \| \| 6"89 \| 7,34 m \| 14,00 m \| 1,92 m \| 8"05 \| 4,60 m \| 2'39"86 \| |                                                    |                           |                  |                                         |         |
| Marcia 5 000 m    | 19'39"92 | Hédi Teraoui                                       | Tunisia                   | 18 febbraio 2018 | Liévin, Francia                         |         |
| Staffetta 4×400 m | 3'07"95 | Tobi Ogunmola Noah Akwu Salihu Isah Amaechi Morton | Nigeria Squadra nazionale | 8 marzo 2014     | Sopot, Polonia                          |         |
| 60 m              | Lungo | Peso                                               | Alto                      | 60 m hs          | Asta                                    | 1000 m  |
| 6"89              | 7,34 m | 14,00 m                                            | 1,92 m                    | 8"05             | 4,60 m                                  | 2'39"86 |

### Femminili
Statistiche aggiornate al 13 marzo 2023.
| Specialità        | Prestazione | Atleta                                                                   | Nazione                   | Data             | Luogo                              |
| ----------------- | --- | ------------------------------------------------------------------------ | ------------------------- | ---------------- | ---------------------------------- |
| 50 m piani        | 6"04(+) | Chioma Ajunwa                                                            | Nigeria                   | 22 febbraio 1998 | Liévin, Francia                    |
| 60 m piani        | 6"97 | Murielle Ahouré                                                          | Costa d'Avorio            | 2 marzo 2018     | Birmingham, Regno Unito            |
| 200 m piani       | 22"11(a) | Favour Ofili                                                             | Nigeria                   | 10 marzo 2023    | Albuquerque, Stati Uniti d'America |
| 400 m piani       | 50"73 | Charity Opara                                                            | Nigeria                   | 1º febbraio 1998 | Stoccarda, Germania                |
| 800 m piani       | 1'57"06 | Maria Mutola                                                             | Mozambico                 | 21 febbraio 1999 | Liévin, Francia                    |
| 1 500 m piani     | 3'53"09 | Gudaf Tsegay                                                             | Etiopia                   | 9 febbraio 2021  | Liévin, Francia                    |
| 1 000 m piani     | 2'30"94 | Maria Mutola                                                             | Mozambico                 | 25 febbraio 1999 | Stoccolma, Svezia                  |
| Miglio            | 4'13"31 | Genzebe Dibaba                                                           | Etiopia                   | 17 febbraio 2016 | Stoccolma, Svezia                  |
| 3 000 m piani     | 8'16"60 | Genzebe Dibaba                                                           | Etiopia                   | 6 febbraio 2014  | Stoccolma, Svezia                  |
| 5 000 m piani     | 14'18"86 | Genzebe Dibaba                                                           | Etiopia                   | 19 febbraio 2015 | Stoccolma, Svezia                  |
| 50 m ostacoli     | 6"76(+) | Glory Alozie                                                             | Nigeria                   | 25 febbraio 2001 | Liévin, Francia                    |
| 60 m ostacoli     | 7"82 | Glory Alozie                                                             | Nigeria                   | 16 febbraio 1999 | Madrid, Spagna                     |
| Salto in alto     | 1,97 m | Hestrie Cloete                                                           | Sudafrica                 | 18 febbraio 2001 | Birmingham, Regno Unito            |
| Salto con l'asta  | 4,41 m | Elmarie Gerryts                                                          | Sudafrica                 | 20 febbraio 2000 | Birmingham, Regno Unito            |
| Salto in lungo    | 6,97 m | Chioma Ajunwa                                                            | Nigeria                   | 5 febbraio 1997  | Erfurt, Germania                   |
| Salto triplo      | 14,90 m | Yamilé Aldama                                                            | Sudan                     | 6 marzo 2004     | Budapest, Ungheria                 |
| Getto del peso    | 18,13 m | Vivian Chukwuemeka                                                       | Nigeria                   | 4 febbraio 2006  | Flagstaff, Stati Uniti d'America   |
| Getto del peso    | 18,13 m | Jessica Inchude                                                          | Guinea-Bissau             | 13 febbraio 2021 | Braga, Portogallo                  |
| Pentathlon        | 4 558 punti | Eunice Barber                                                            | Sierra Leone              | 7 marzo 1997     | Parigi, Francia                    |
| Pentathlon        | \| 60 m hs \| Alto \| Peso \| Lungo \| 800 m \| \| ------- \| ------ \| ------- \| ------ \| ------- \| \| 8"39 \| 1,80 m \| 13,05 m \| 6,35 m \| 2'18"17 \| |                                                                          |                           |                  |                                    |
| Marcia 3 000 m    | 14'13"46 | Tahani Ghazal                                                            | Tunisia                   | 3 febbraio 2018  | Lione, Francia                     |
| Staffetta 4×400 m | 3'29"67 | Omolara Omotosho Patience Okon George Bukola Abogunloko Folashade Abugan | Nigeria Squadra nazionale | 8 marzo 2014     | Sopot, Polonia                     |
| 60 m hs           | Alto | Peso                                                                     | Lungo                     | 800 m            |                                    |
| 8"39              | 1,80 m | 13,05 m                                                                  | 6,35 m                    | 2'18"17          |                                    |